# Levie Visser
Levie Visser (Amsterdam, 11 september 1879 – Auschwitz, 24 september 1942) was een Nederlands biljarter. Hij nam tussen seizoen 1925–1926 en 1933–1934 drie keer deel aan het nationale kampioenschap driebanden in de ereklasse.

## Deelname aan Nederlandse kampioenschappen in de Ereklasse
| Nr. | Kampioenschap        | Plaats    | Klassering | Alg. gemiddelde |
| --- | -------------------- | --------- | ---------- | --------------- |
| 1.  | Driebanden 1925–1926 | Amsterdam | 6e         | 0,422           |
| 2.  | Driebanden 1926–1927 | Den Haag  | 4e         | 0,465           |
| 3.  | Driebanden 1933–1934 | Haarlem   | 5e         | 0,462           |